# Ken Tyrrell
Robert Kenneth Tyrrell detto Ken (East Horsley, 3 maggio 1924 – East Horsley, 25 agosto 2001) è stato un pilota automobilistico britannico e fondatore dell'omonima scuderia di Formula 1 attiva tra il 1968 e il 1998.

## Biografia
Il padre, Leonard, era un guardiacaccia, mentre la madre Selina era cuoca, e si conobbero nella tenuta del loro padrone, dove entrambi lavoravano.
Prestò il servizio militare presso la Royal Air Force con il titolo di "ingegnere di volo" durante gli attacchi alla Germania nazista durante la Seconda guerra mondiale. Dopo la guerra divenne commerciante di legname, da cui il soprannome di "boscaiolo"; nel 1951 iniziò a correre in Formula 3 con una Cooper. È stato un discreto pilota che ha ottenuto svariati buoni piazzamenti e qualche occasionale vittoria ma ben presto capì che non avrebbe mai raggiunto alti livelli, cosicché si ritirò dall'attività agonistica nel 1959 per fondare un team di Formula Junior, usando il materiale e la sede della segheria di famiglia, la Tyrrell Brothers.
Tyrrell scoprì il talento di Jackie Stewart, che corse per lui sin dalla metà degli anni Sessanta in Formula Junior; con il supporto tecnico ed economico della Elf e della Ford, egli fece debuttare il suo team in Formula 1 nel 1968, utilizzando telai Matra, di cui divenne unico fruitore in Formula 1 grazie alla joint-venture stipulata tra il suo team ed il costruttore automobilistico francese. Utilizzando il motore Ford Cosworth DFV su telaio Matra, alla guida di Stewart, prelevato dalla britannica BRM, vinse il primo titolo mondiale nel 1969 .
Nei primi anni Settanta "Zio" Ken, com'era affettuosamente chiamato, raggiunse l'apice della sua carriera di team principal (anche grazie all'unione con il geniale tecnico inglese Derek Gardner, proveniente dalla "Ferguson", una nota ditta di trasmissioni) vincendo 3 titoli mondiali piloti con Stewart, nel 1969, 1971 e 1973, oltre a due titoli mondiali costruttori, nel 1969 con telai Matra e nel 1971 con telai Tyrrell, che debuttarono in Formula 1 al Gp Canada 1970. Tutto questo venne pagato al prezzo di grandi dolori personali come la morte del suo pilota François Cevert nelle prove del Gp Usa 1973 a Watkins Glen.
Una delle caratteristiche di Tyrrell, oltre alle grandi capacità manageriali - a tal proposito Stewart disse di lui: "è stato molto più di un manager, ai suoi tempi era semplicemente il migliore" -, fu anche quella di scopritore di talenti: oltre a Stewart e Cévert, Jacky Ickx, Jody Scheckter, Patrick Depailler fino a Michele Alboreto, Ivan Capelli, Mike Thackwell, Martin Brundle, Stefan Bellof, Jonathan Palmer e Jean Alesi, solo per citarne qualcuno. Tyrrell fu l'unico costruttore al mondo ad aver costruito e fatto correre con discreto successo (una storica doppietta in Svezia nel 1976 primo Scheckter, secondo Depailler) una vettura di Formula 1 a sei ruote progettata dal tecnico di sempre Gardner.
È una macchina di Tyrrell che aprirà una nuova era nel modo di concepire una monoposto di Formula 1 degli anni futuri: grazie alla sua arguzia manageriale, seppur con un team allo sbando, senza sponsor e nessuna garanzia economica, riesce a convincere, offrendo loro quote della squadra, i due migliori tecnici sul mercato transfughi dalla rivoluzione Ferrari dei primi anni Novanta, ovvero lo specialista in materiali compositi, Sir Harvey Postlethwaite, e il miglior esperto aerodinamico di quell'epoca, Jean-Claude Migeot, che daranno vita alla prima monoposto della storia a muso rialzato, configurazione che avrebbe rivoluzionato dai primi anni Novanta l'aerodinamica delle monoposto di Formula 1.
Anche a causa di un cancro, Tyrrell abbandonerà l'attività nel 1998 cedendo il team alla BAR. Dal 1999 al 2000 è stato presidente del British Racing Drivers' Club. Tyrrell muore il 25 agosto 2001, a 77 anni, in quel di East Horseley (Surrey), a causa del riacutizzarsi del cancro maligno da cui sembrava essersi ripreso.
Dopo i funerali, il suo corpo venne cremato.